# Furcula palaestinensis
Furcula palaestinensis är en fjärilsart som beskrevs av Bartel-gaede 1933. Furcula palaestinensis ingår i släktet Furcula och familjen tandspinnare. Inga underarter finns listade i Catalogue of Life.